# 키리시마 레이카
키리시마 레이카(Reika Kirishima, 1972년 8월 5일 ~ )는 일본의 배우이다.
니가타현에서 태어났다.

## 방송
- 미러 트윈스 시즌2
- 파파카츠
- 잔혹한 관객들
- 열 아홉 살
- 아이앰 어 히어로 시작의 날

## 영화
- 드라이브 마이 카 (2021년)
- 트랜짓 걸스 (2015년)
- 신가리 ~야마이치 증권 최후의 성전~ (2015년)
- 먹기만 할게 (2013년) - 카요코 역
- 숨도 쉴 수 없는 여름 (2012년)
- 해피 해피 브레드 (2012년)
- 나나츠마데와카미노우치 (2011년)
- 그대를 향한 멜로디 (2010년)
- 리얼 술래잡기 2 (2010년) - 마스미 역
- 누군가 내게 키스했다 (2010년)
- 상실의 시대 (2010년) - 이시다 레이코 역
- 심야식당 1 (2009년)
- 이누고에 - 행복의 발바닥 (2006년) - 코이즈미 쿄코 역
- 하현달 라스트 쿼터 (2004년)
- 내 마음의 이방인 (2004년) - 쿠와타 마키 역
- 고질라 - 파이널 워즈 (2004년)